# 鹿島区
鹿島区（かしまく）は、福島県南相馬市の地域自治区の一つ。南相馬市北部に位置する。

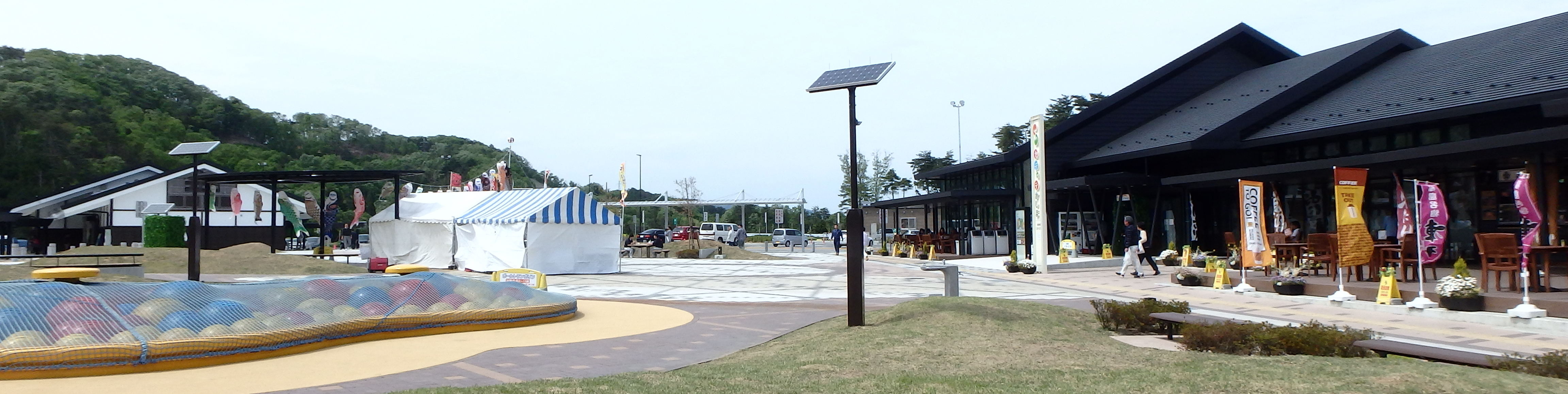
南相馬鹿島サービスエリア

## 区域
- 鹿島地区：旧鹿島村
- 真野地区：旧真野村
- 八沢地区：旧八沢村
- 上真野地区：旧上真野村

## 概要
2006年（平成18年）の南相馬市発足に伴い、地域自治区として鹿島区が旧鹿島町の町域に設置された。一部を除いて住所表示は市名に続けて区の名称を付されており、例えば鹿島区役所（旧・鹿島町役場）が置かれている「鹿島町西町1-1」は「南相馬市鹿島区西町1-1」と表記される。
2011年（平成23年）の東日本大震災では津波により甚大な被害を受け、八沢地区の港行政区が2016年（平成28年）3月31日に廃止された。震災による行政区の廃止は唯一のケースである。震災前、港行政区には35世帯147人が暮らしていたが、震災で45人が死亡し、2016年3月時点では7世帯19人にまで減少、全域が災害危険区域に指定され、住宅の新設も不可能となっていた。また同じ八沢地区の南海老行政区も隣接する北海老行政区への集団移転が進んでおり、行政区の合併も検討されている。

## 歴史
- 1889年（明治22年） - 町村制施行により、行方郡鹿島村、真野村、八沢村、上真野村の4村が成立。
- 1896年（明治29年） - 行方郡が宇多郡と合併し、相馬郡となる。
- 1898年（明治31年）12月1日 - 町制施行により、鹿島村が鹿島町になる。
- 1954年（昭和29年）3月31日 - 鹿島町、真野村、八沢村、上真野村が合併し、新・鹿島町となる。
- 2006年（平成18年）1月1日 - 鹿島町が原町市と合併し、南相馬市となる[5]。鹿島区設置。
- 2011年（平成23年）3月11日 - マグニチュード9.0の東北地方太平洋沖地震が発生。鹿島区で震度6弱を観測[6]、甚大な被害を受ける。

## 教育
- 中学校
  - 南相馬市立鹿島中学校
- 小学校
  - 南相馬市立鹿島小学校
  - 南相馬市立真野小学校
  - 南相馬市立八沢小学校
  - 南相馬市立上真野小学校

## 史跡
- 杉の阿弥陀堂 - 東日本大震災で被災したが、2016年4月18日に修復が完了[7]。刺繍阿弥陀名号掛幅は国の重要文化財。
- 恐竜の足跡化石産出地 - 中生代ジュラ紀後期キンメリッジアン（en。約1億5570万 - 約1億5080万年前）に属する地層群であり、体長2 m程度の獣脚類と見られる小型恐竜の足跡の生痕化石が、鹿島区小山田から発見されている。
- 真野古墳群
- 阿弥陀寺

### 神社
- 日吉神社 - 「日吉神社のお浜下りと手踊り」が県の重要無形民俗文化財に指定されている。
- 鹿島御子神社
- 冠嶺神社
- 伊勢大御神
- 御刀神社

### 祭事・観光名所
- 大穴鍾乳洞[8]
- 右田浜海水浴場
- 春まつり
- 海のサケまつり
- 火伏祭
- かしまのなつまつり

## 施設

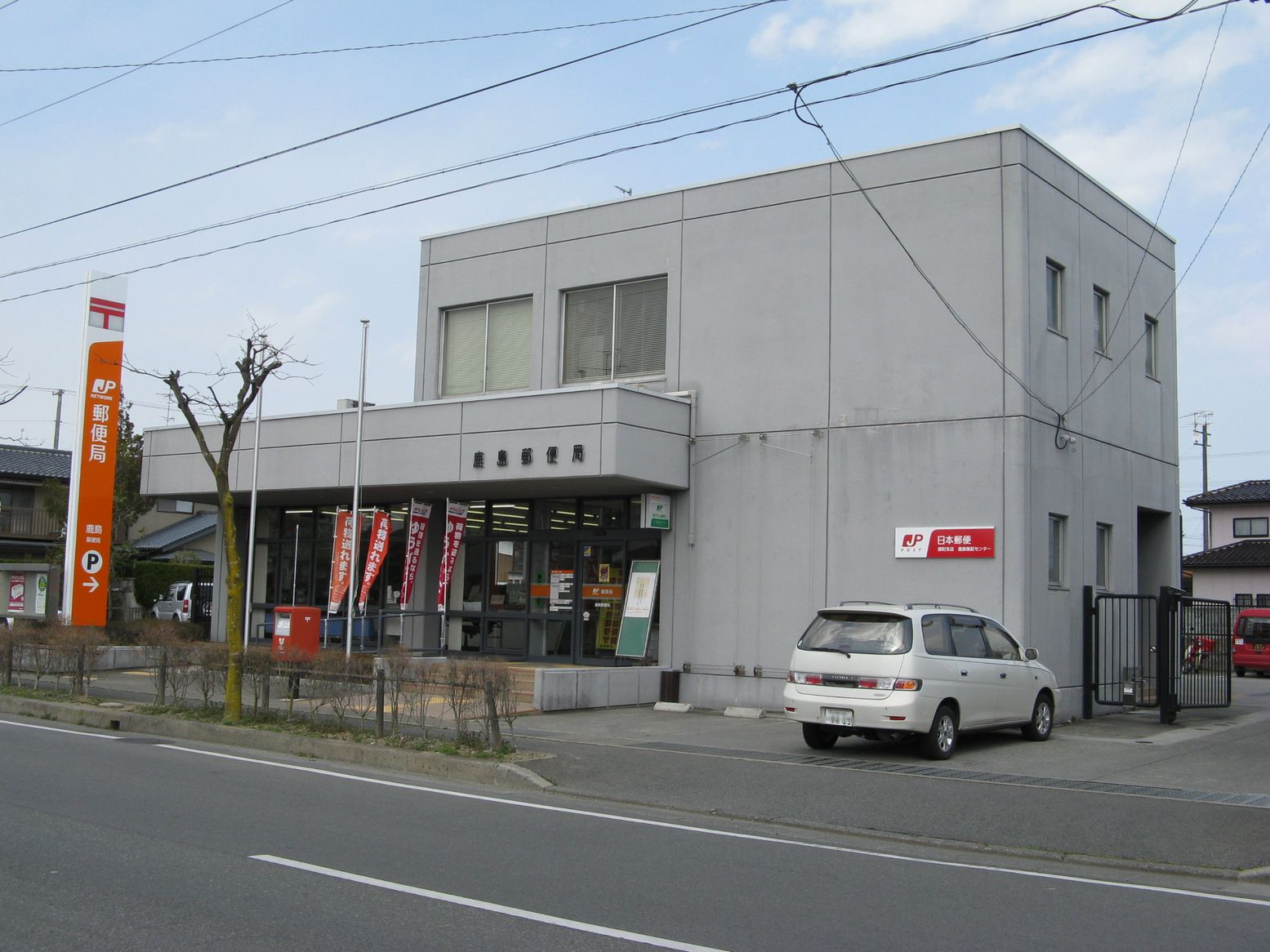
鹿島郵便局

- 鹿島郵便局（集配局）
- 上真野郵便局（集配局）
- みちのく真野万葉植物園（英語版）[9]
- 真野川漁港[10] - 東日本大震災に罹災したが、2016年3月21日に復旧[11]。
- クラップかしま（旧サテライトかしま） - 競輪場外車券売場

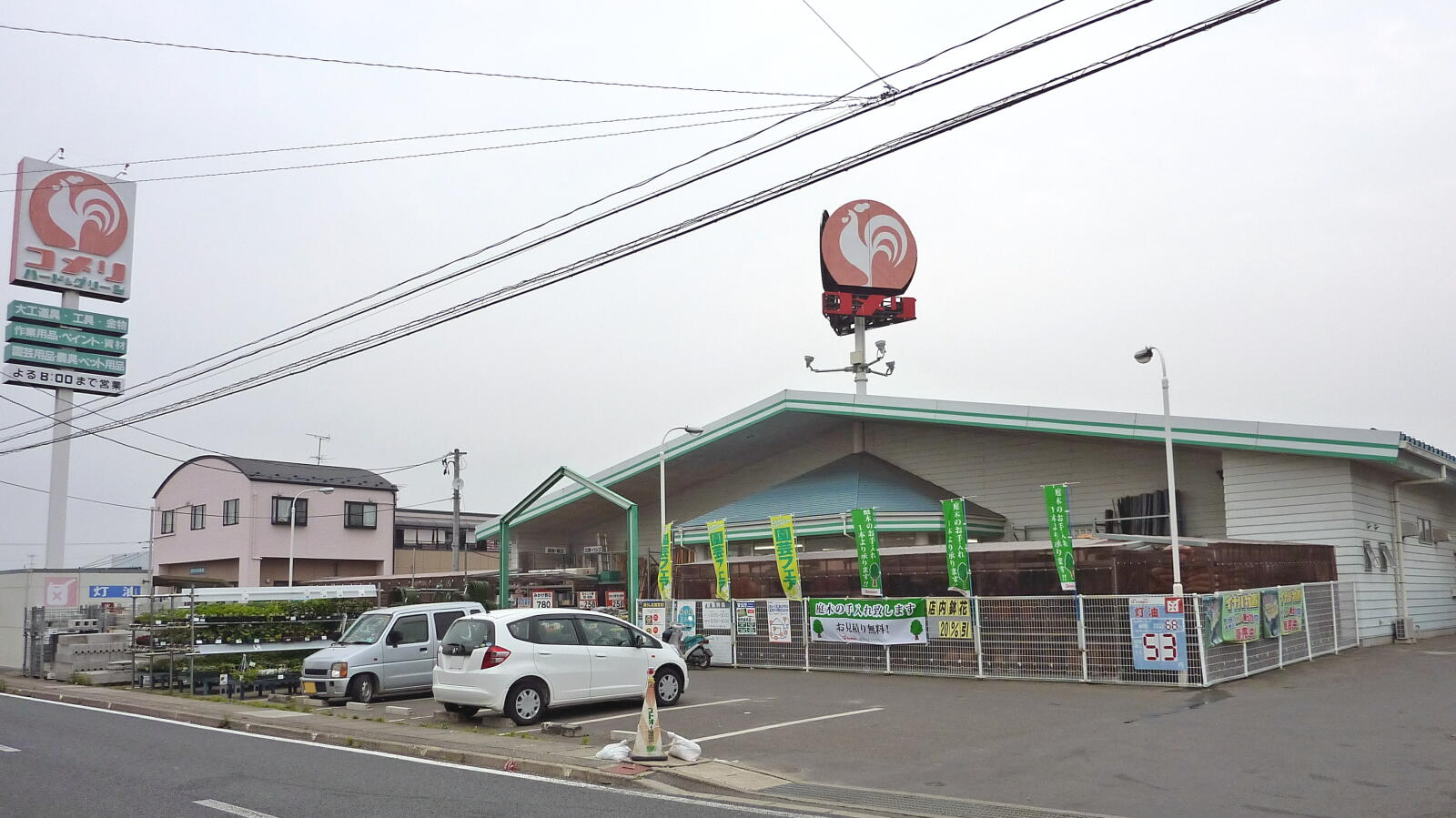
コメリハード＆グリーン鹿島店

## 交通

### 鉄道路線

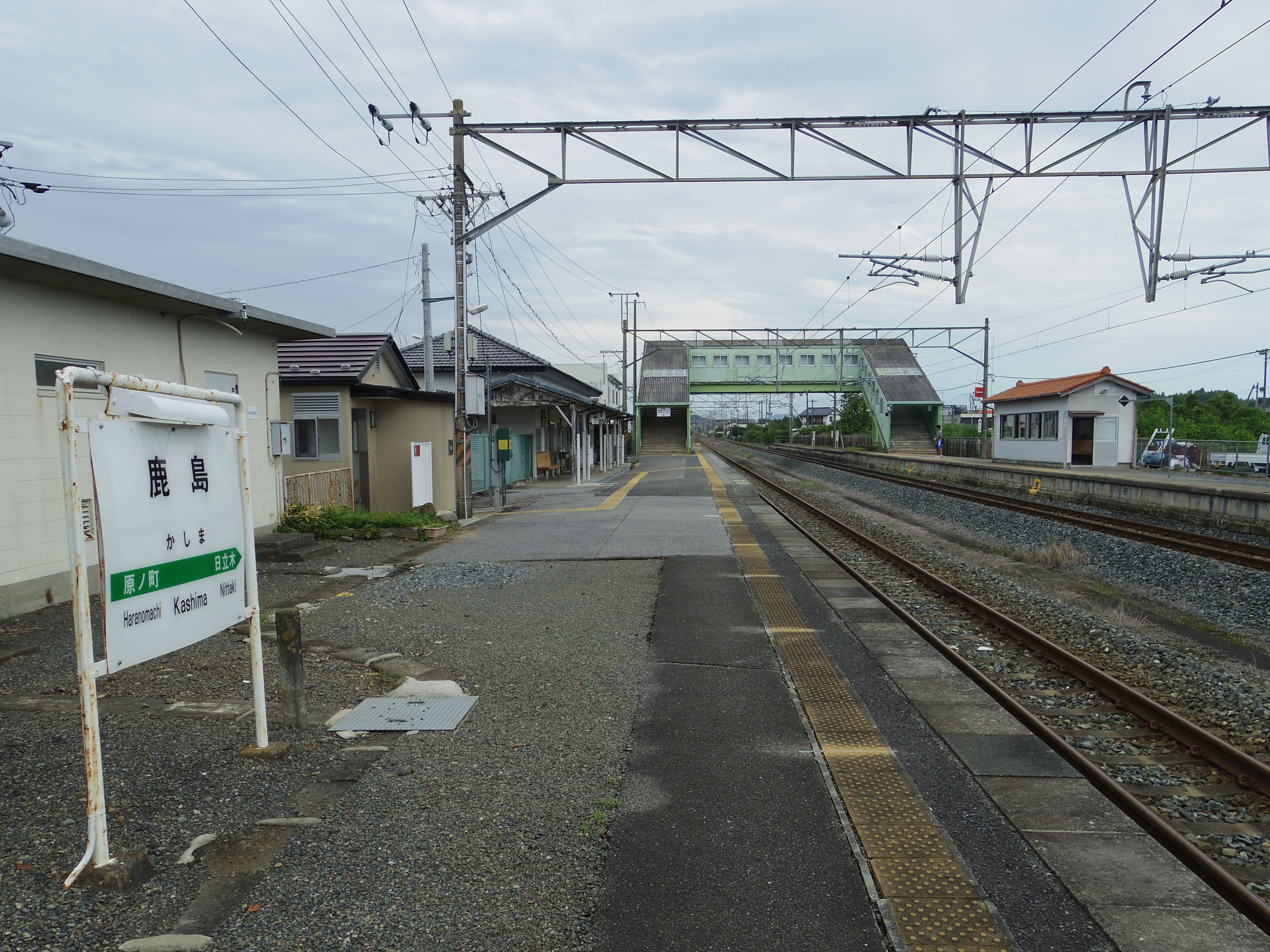
鹿島駅ホーム

- 東日本旅客鉄道（JR東日本）
  - 常磐線 鹿島駅

### 道路
高速道路
- 常磐自動車道
  - 南相馬鹿島SA/スマートIC
- 一般国道
  - 国道6号
- 一般県道
  - 福島県道267号大芦鹿島線
  - 福島県道120号浪江鹿島線（終点：鹿島区鹿島）
  - 福島県道170号鹿島停車場線（終点：鹿島区鹿島）

### 路線バス
- 福島交通
  - 東北地方太平洋沖地震および福島第一原子力発電所事故の影響により一部路線が運休中。